# Salpinga paleacea
Salpinga paleacea är en tvåhjärtbladig växtart som beskrevs av John Julius Wurdack. Salpinga paleacea ingår i släktet Salpinga och familjen Melastomataceae. Inga underarter finns listade i Catalogue of Life.